# Lil Baby
Dominique Armani Jones, född 3 december 1994, känd under artistnamnet Lil Baby, är en amerikansk rappare och låtskrivare. Han fick sitt genombrott 2017 med mixtapet Perfect Timing och blev internationellt känd med debutalbumet Harder Than Ever (2018), som innehöll hiten "Yes Indeed" med [[Drake]].  
Hans andra studioalbum, My Turn (2020), toppade Billboard 200-listan och var ett av årets mest framgångsrika album i USA. 2021 vann han en Grammy Award för sitt samarbete med Kanye West på låten "Hurricane". Lil Baby är känd för sitt melodiska flow och texter om gatulivet, ambition och personlig utveckling.  
2025 släppte han sitt fjärde studioalbum, WHAM, som innehöll samarbeten med flera framstående artister och fortsatte hans framgång på topplistorna.

## Tidigt liv
Dominique Armani Jones föddes den 3 december 1994 i Atlanta, Georgia. Han växte upp i stadsdelen Oakland City och hoppade av skolan i tionde klass. Efter att ha avtjänat en fängelsedom i sina tonår bestämde han sig för att satsa på en karriär inom musik.  

## Karriär
Lil Baby började sin rapkarriär 2017 med mixtapet Perfect Timing, som snabbt gav honom uppmärksamhet inom Atlantas hiphop-scen. Hans genombrott kom med låten "My Dawg", och han blev snart en av de mest inflytelserika rapparna i sin generation.  
Hans debutalbum Harder Than Ever (2018) innehöll hiten "Yes Indeed" med Drake, vilket ledde till bredare erkännande. Han följde upp med en serie framgångsrika mixtapes och samarbeten innan han släppte My Turn (2020), som cementerade hans status som en av de ledande artisterna inom hiphop.  
2021 släppte han albumet The Voice of the Heroes i samarbete med Lil Durk, och han har fortsatt att dominera topplistorna med singlar och gästframträdanden.  
2025 släppte han sitt fjärde studioalbum, WHAM, som mottogs väl av både fans och kritiker och ytterligare bekräftade hans inflytande inom den moderna hiphopscenen.

## Påverkan och stil
Lil Babys musik kännetecknas av ett melodiskt flow och en kombination av introspektiva och gatuinfluerade texter. Han har jämförts med artister som Young Thug och Future och har haft en stor inverkan på den moderna trap-musiken.  

## Diskografi
- Harder Than Ever (2018)
- My Turn (2020)
- The Voice of the Heroes (med Lil Durk) (2021)
- It’s Only Me (2022)
- WHAM (2025)

## Priser och utmärkelser
Lil Baby har vunnit flera priser, inklusive en Grammy Award för "Hurricane" med Kanye West och The Weeknd. Han har också fått utmärkelser från BET Hip Hop Awards och Billboard Music Awards.  

## Personligt liv
Lil Baby har två söner och har engagerat sig i sociala frågor, bland annat genom att donera pengar till utbildningsprogram och kampanjer mot polisbrutalitet.  